# 410 av. J.-C.
Cette page concerne l'année 410 av. J.-C. du calendrier julien proleptique.

## Événements
- 13 janvier et 29 avril : premiers horoscopes mésopotamiens conservés, dressé le premier pour un enfant de particulier, le second pour le fils du roi babylonien Shuma-Usur[1].
- Mars-avril : Alcibiade est victorieux de Sparte sur terre et sur mer à la bataille de Cyzique[2]. La flotte de Sparte (60 vaisseaux) est capturée par les 86 trières Athéniennes. Le navarque spartiate Mirandos meurt dans la bataille.
- Avril-mai : Sparte, représentée par Endios, propose une paix fondée sur le « statu quo post bellum », avec échange de Décélie contre Pylos. Athènes, qui devrait renoncer à une grande partie de l’empire, refuse[2].
- Printemps : le stratège syracusain Hermocrate, soupçonné de soutenir l’oligarchie à la suite de l’arrivée au pouvoir du démocrate  Dioclès, est banni de Sicile[3].
- Fin juin/juillet : Cléophon rétablit la démocratie radicale à Athènes. Il instaure la diobélie, qui accorde deux oboles par jour aux miséreux[2].

- Entre le 14 juillet et le 13 août : destruction par les Égyptiens du temple Juif dédié à Yahô à Éléphantine, lors d’une émeute, en l'absence du satrape d’Égypte Arshama[4]. La communauté juive d’Eléphantine écrit aux gouverneurs de Judée (Bagôhî) et de Samarie (Dalayah, fils de Sanballât) pour leur demander leur appui. Ils répondent favorablement en 407 av. J.-C.. Ils spécifient cependant que l’on n’offrirait sur l’autel que l’oblation et l’encens, les sacrifices sanglants étant réservés au temple de Jérusalem. Un régiment de mercenaires, envoyé par un roi de Juda pour servir le pharaon au VIe siècle av. J.-C., est sans doute à l’origine de la communauté juive d’Eléphantine.
- Début à Rome du consulat de Manius Aemilius Mamercinus et Caius Valerius Potitus Volusus[5].
- Grève militaire à Rome : pour remporter le vote d’une loi agraire dont il est l’auteur, le tribun de la plèbe M. Menenius s’oppose à l’enrôlement contre les Èques, décidé par le consul Valerius. Les Èques prennent la citadelle de Carventum. Menenius campe sur ses positions, mais ses collègues du tribunat se désolidarisent et appuient le consul, qui finit par obtenir la levée. Carventum est reprise[6].

- Début du règne d'Évagoras, roi de Salamine de Chypre (fin en 374 av. J.-C.)[7].

## Naissances
- Timoléon, homme politique grec.
- Alcétas Ier, roi des éacides Molosses.

## Décès
- Hippocrate de Chios (date peut-être approximative)
- Antiphon, orateur.